# Veselînivka, Slavuta
Veselînivka (în ucraineană Веселинівка) este un sat în comuna Piddubți din raionul Slavuta, regiunea Hmelnîțkîi, Ucraina.

## Demografie
Componența lingvistică a localității Veselînivka
     Ucraineană (100%)
Conform recensământului din 2001, toată populația localității Veselînivka era vorbitoare de ucraineană (100%).